# 天津食品集团
天津食品集团，是一家总部位于天津的以食品制造与销售为主业务的综合性企业，成立于2015年，由天津农垦集团、天津二商集团、天津粮油集团和天津立达集团整合重组而成。
因在脱贫攻坚战中作出突出贡献，2021年2月25日全国脱贫攻坚总结表彰大会上，天津食品集团被授予“全国脱贫攻坚先进集体”。